# Terapia adjuvante
Terapia adjuvante é um tratamento realizado em adição à terapia primária, principal ou inicial. Um exemplo de terapia adjuvante é o tratamento adicional geralmente empregado após a cirurgia, na qual todas as doenças detectáveis devem ter sido removidas, mas podendo permanecer um risco estatístico de recidiva, devido a lesões ocultas.